# 松井麻之助
松井 麻之助（まつい あさのすけ、1900年6月18日 - 1989年3月19日）は、日本の陸軍軍人、競馬騎手、調教師。
大日本帝国陸軍において一貫して騎兵畑を進み、1936年にはベルリンオリンピックに総合馬術競技日本代表として出場した。太平洋戦争後に軍籍を離れ、1956年より騎手、翌1957年より調教師として日本中央競馬会に所属した。1985年引退。

## 経歴
1900年、秋田県雄勝郡三輪村（現羽後町）に、農業を営む菅原良吉、ヨシの間に五男として生まれる。小学校卒業後に母方の叔父に当たる陸軍中将・松井庫之助の養子となり、東京に移った。旧制早稲田中学入学後、3年次から陸軍幼年学校に転じ、軍人への道を進み始める。士官学校（34期）における兵科選択の際には騎兵科を希望。「騎兵は馬にばかり乗って学問をしない」との理由で庫之助からは反対を受けたが、義叔父にあたる騎兵旅団長・吉橋徳三郎の取りなしで希望を叶え、士官学校卒業時には馬術正課の成績で最高点を得た。
以後一貫して騎兵畑を進み、1932年7月より陸軍騎兵学校教官、1940年より馬政局事務官を務めたのち、1942年10月からは陸軍大学校馬術部長を務めた。教官時代の1936年には、当時松井と同じく騎兵大尉であった西竹一らと共に、ベルリンオリンピックに馬術競技日本代表として出場。松井は「豪サラ」の牝馬・紫星と共に総合馬術競技に出場したが、2日目の野外騎乗で失格となった。
太平洋戦争末期の1945年より中支に派遣、同年6月12日、騎兵第26連隊長（中佐）に任ぜられ、同8月に終戦を迎えた。翌年日本に帰国、1948年より駐留アメリカ軍の施設に勤務した。
1955年ごろから馬事公苑でトロッターの調教の手伝いなどをして過ごすうちに馬への愛着を再確認し、翌1956年7月12日、56歳にして日本中央競馬会の繋駕速歩競走の騎手免許を取得。さらに1957年3月からは調教師に転身した。所属は京都競馬場、のち栗東トレーニングセンター。調教師として重賞勝利は挙げていないが、9勝したアラブの牝馬トキノヒカリ、同じくアラブ牝馬で小倉1700メートルのレコードタイムを記録したアイデアルなどを手がけた。1985年10月1日を以て調教師を引退。通算4429戦351勝。当時85歳で中央競馬における最年長調教師であった。1989年3月19日、肺炎により死去。88歳没。
騎手・調教師の系統譜において、松井は「松井麻之助系」という一系の祖となっており、その門下には橋口満朗、橋口弘次郎がいる。